# Ella Schwarz
Melanie „Ella“ Schwarz (* 21. Februar 1869 in Reichenbach im Vogtland; † 13. Mai 1962 in Berlin) war eine deutsche Kindergärtnerin, Schulleiterin und Fröbelpädagogin.

## Leben und Wirken

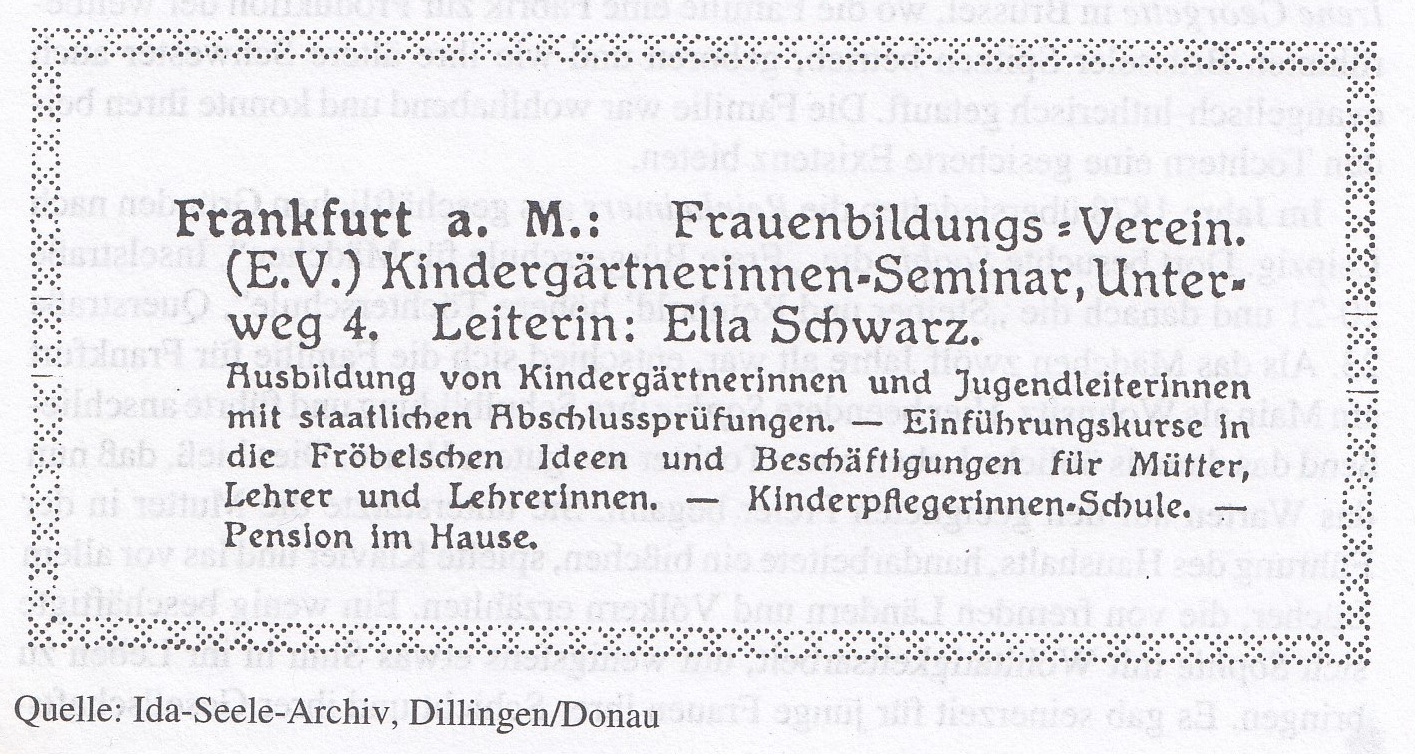
Anzeige des Frankfurter Seminars (ca. 1910), archiviert im Ida-Seele-Archiv

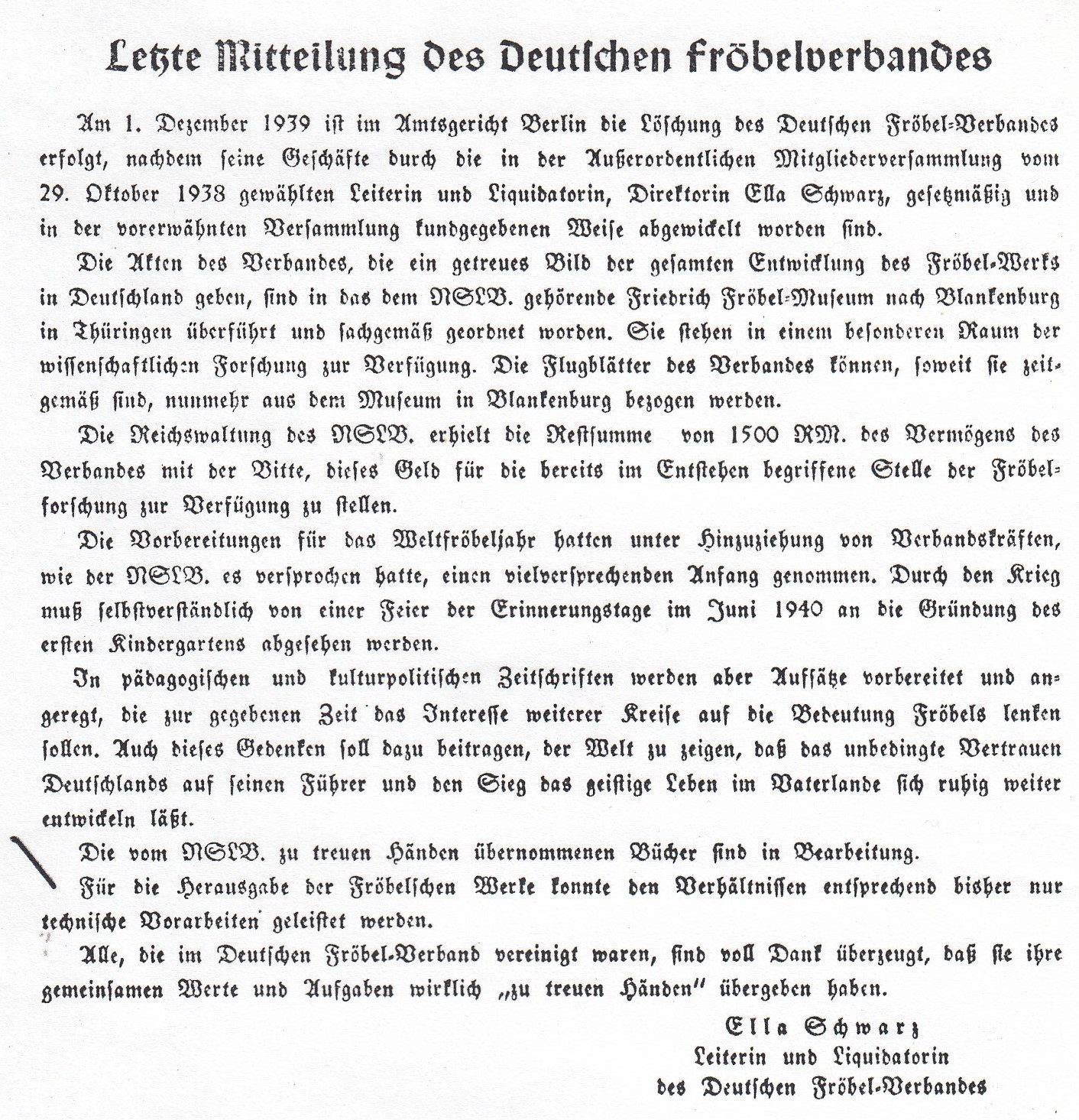
Bekanntgabe zur Auflösung des Deutschen Fröbelverbandes (1939), archiviert im Ida-Seele-Archiv

Nach Abschluss des Lyzeums in Cüstrin im Jahre 1895 absolvierte sie zehn Jahre später noch in genannter Stadt die Kindergärtnerinnenausbildung. Von Ostern 1896 bis Oktober 1897 besuchte sie einen Fortbildungskurs für Kindergärtnerinnen (Vorläufer der Jugendleiterinnenausbildung) am Pestalozzi-Fröbel-Haus in Berlin. Nachfolgend übernahm sie 1898 in Frankfurt die Leitung des Kindergärtnerinnen-Seminars des Frauenbildungsvereins. Bis 1932 zeichnete Schwarz für die seit 1878 bestehende Ausbildungsstätte (die 1959 nach Ella Schwarz benannt wurde) verantwortlich. Ihre Schülerin, die Kinder- und Jugendschriftstellerin Sophie Reinheimer, erinnerte sich mit folgenden Worten an sie:

„Ich trank von ihren Lippen – ich atmete auf. Hier war ja ein Mensch, der hoch intelligent war und doch gesund.“

Neben ihrer beruflichen Tätigkeit engagierte sich Schwarz im Vorstand des Deutschen Fröbel-Verbandes (nach 1945 Pestalozzi-Fröbel-Verband). Ab 1931 war sie Ehrenvorsitzende der Interessengemeinschaft. Am 1. Dezember 1939 wurde der Verband aufgelöst. Dazu konstatierte Schwarz, die zur Liquidatorin bestellt wurde:

„Weil jetzt die Zeit reif ist für Friedrich Fröbels Werk, müssen öffentliche Kräfte ihm Widerhall im Reich und in der Welt erwecken. Die große Erziehergemeinschaft Deutschlands, der Nationalsozialistische Lehrerbund, ist bereit, unsere Aufgaben im Sinne des Führers und Fröbels zu übernehmen. Das kann der Lösung dieser Aufgaben nur zum Segen gereichen.“

Während der Nazi-Diktatur war sie „Gaugruppen-Leiterin Hessen-Nassau“. Außerdem zeichnete sie einige Jahre für die Fachzeitschrift Kindergarten verantwortlich, engagierte sich im Vorstand in der 1912 gegründeten „Berufsorganisation allgemeiner deutscher Kindergärtnerinnen-Verein“ und unterrichtete „Kleinkinderfürsorge“ am Frankfurter „Frauenseminar für soziale Berufsarbeit“, das von Rosa Kempf und später von Berta Sachs geleitet wurde. Bis Anfang der 1950er Jahre war Schwarz schriftstellerisch tätig, insbesondere für den Kindergarten und Friedrich Fröbel.
Mitte der 1930er Jahre übersiedelte Ella Schwarz nach Berlin-Lankwitz, wo sie mit ihrer Schwester zusammenlebte.

## Ehrungen
- Silberner Teller der Stadt Frankfurt[5]
- Das von ihr geleitete Seminar wurde 1959 in Ella-Schwarz-Schule umbenannt (1971 nominell aufgelöst und der Hedwig-Heyl-Schule angegliedert, seit Dezember 1999 Berta Jourdan Schule)[5]

## Werke (Auswahl)
- Die Erziehung der Kleinkinder. In: Zentralinstitut für Erziehung und Unterricht [Berlin] (Hrsg.): Kleinkinderfürsorge. Einführung in ihr Wesen und ihre Aufgaben. B. J. Teubner, Leipzig 1917, OCLC 630644798.
- Gaugruppentagung Hessen-Nassau in Frankfurt a. M. In: Kindergarten. Organ der Reichsfachschaft 7, Sozialpädagogische Berufe im N.S. Lehrerbund; Zeitschrift für die Erziehungsarbeit der Kindergärtnerin und Jugendleiterin. Jg. 76, 1935, S. 137–138, urn:nbn:de:0111-bbf-spo-16196870.
- Weshalb Auflösung des Deutschen Fröbel-Verbandes? In: Kindergarten. Jg. 80, 1938, S. 204–206, urn:nbn:de:0111-bbf-spo-16197569.
- 100 Jahre Kindergarten. In: Fritz Wächtler (Hrsg.): Festschrift zur Hundertjahrfeier des deutschen Kindergartens. Deutscher Volksverlag, München 1940, DNB 573330840.
- Die Verwirklichung Fröbelscher Erziehungsgedanken in Frankfurt am Main. In: Pestalozzi-Fröbel-Verband (Hrsg.): Festschrift zum Fröbel-Gedenkjahr 1952 (= Blätter des Pestalozzi-Fröbel-Verbandes. Jg. 3, 1952, Nr. 3/4). Quelle & Meyer, Heidelberg 1952, DNB 458760579.